# Otto zur Linde

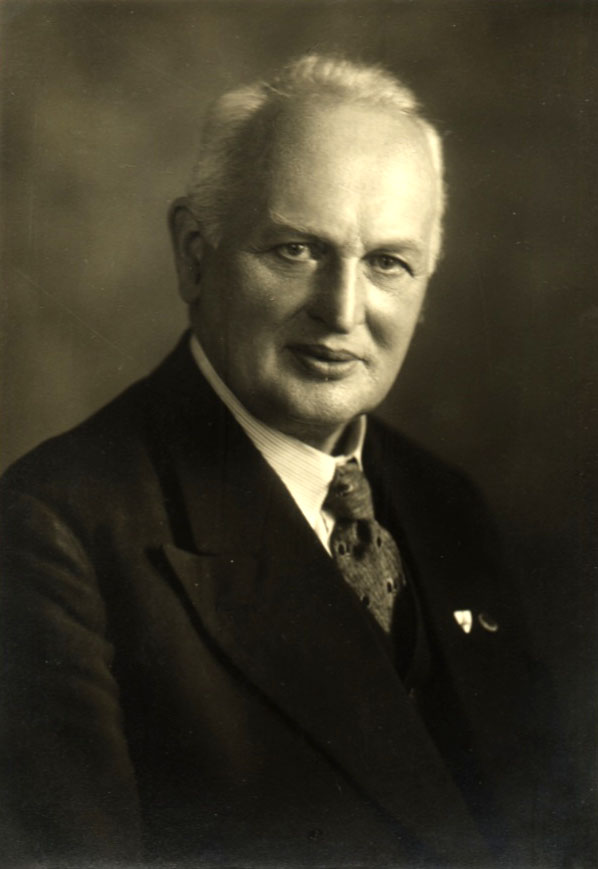
Otto zur Linde

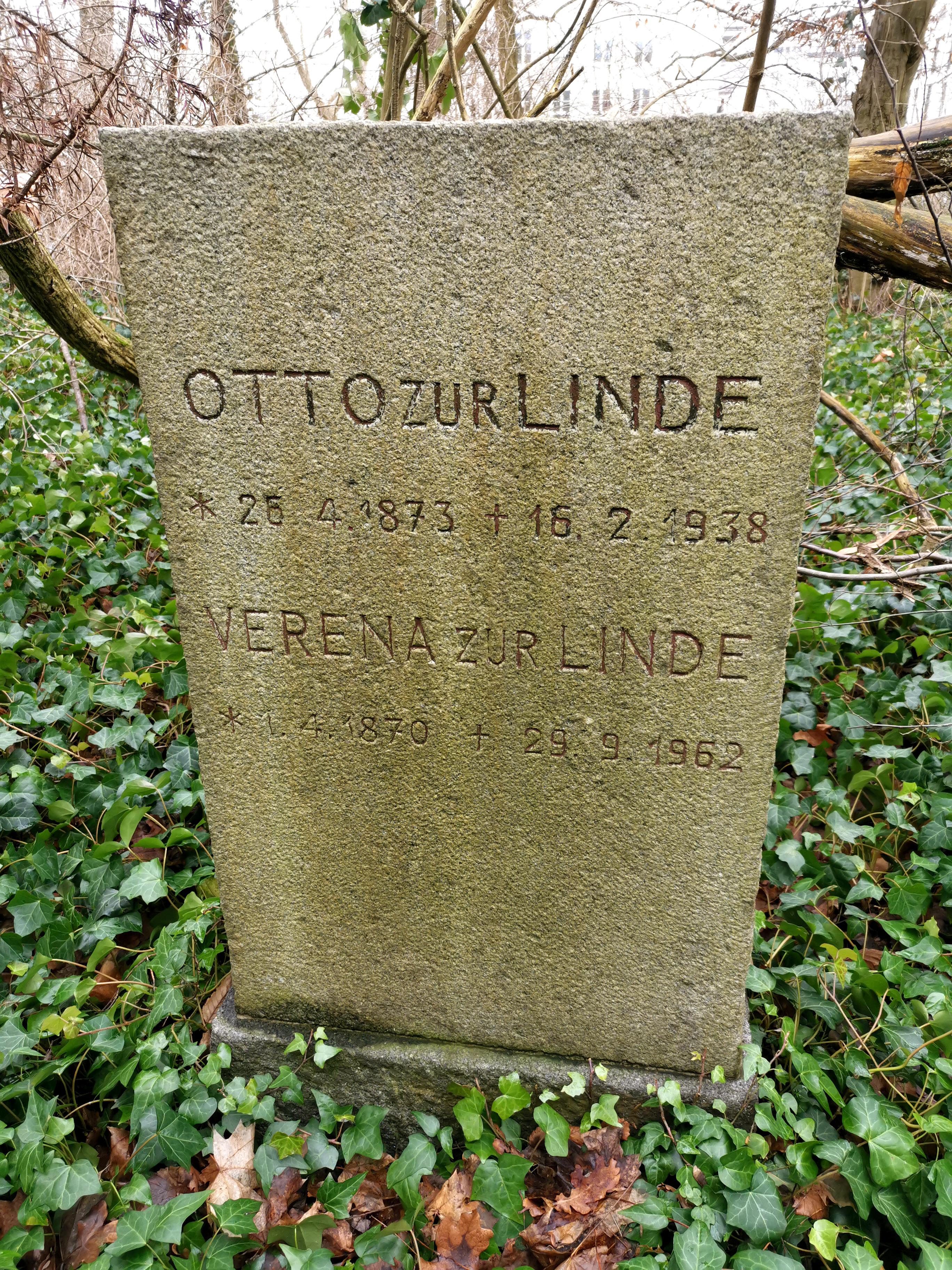
Grabstelle auf dem Parkfriedhof Berlin-Lichterfelde, Abt. 23

Otto zur Linde (* 26. April 1873 in Essen; † 16. Februar 1938 in Berlin) war ein deutscher Schriftsteller.

## Leben
Otto zur Linde war der Sohn eines Kolonialwarenhändlers und Gastwirts. Er wuchs ab 1878 in Gelsenkirchen auf. Seine Kindheit war geprägt von schweren rachitischen und skrofulösen Erkrankungen, die früh zu einer Hornhauttrübung führten. Nach dem Abitur studierte zur Linde ab 1893 an den Universitäten in Berlin,
Halle/Saale und
Freiburg im Breisgau Philosophie, Anglistik und Germanistik. 1899 promovierte er an der Universität Freiburg mit einer Arbeit über Heinrich Heine zum Doktor der Philosophie. Anschließend hielt er sich ohne festen Beruf in London auf, wo er in der Bibliothek des British Museum Studien betrieb; gelegentlich war er daneben als Korrespondent für deutsche Zeitungen tätig. Nach seiner Rückkehr nach Deutschland ging zur Linde 1902 nach Berlin, wo er ein zurückgezogenes Leben in ärmlichen Verhältnissen führte. Von 1904 bis 1914 gab er die mit Rudolf Pannwitz begründete Zeitschrift Charon heraus. 1925 stellte er seine schriftstellerische Arbeit ein. Seine letzten Lebensjahre waren von einsetzender Erblindung, pathologischer Melancholie und Depressionen geprägt.
Otto zur Lindes Werk umfasst vorwiegend Gedichte und Essays. Mit seiner Lyrik und seinen dichtungstheoretischen Schriften, die an das
formale Vorbild Arno Holz’ anknüpften, vertrat er in kämpferischer Weise einen anti-naturalistischen Standpunkt. Basierend auf seinen philosophischen Studien, versuchte er sich an der Schaffung eines neuen nordisch-urweltlichen Mythos, der die Grundlage einer allgemeinen ethischen Erneuerung bilden sollte; stilistisch stehen seine Dichtungen teilweise dem Frühexpressionismus nahe.

## Werke
- Heinrich Heine und die deutsche Romantik, Freiburg im Breisgau 1899
- Gedichte, Märchen und Skizzen, Dresden [u. a.] 1901
- Fantoccini, Dresden [u. a.] 1902
- Karl Philipp Moritz, Otto zur Linde (Hrsg.): Reisen eines Deutschen in England im Jahr 1782, Berlin 1903
- Die Kugel, Gr. Lichterfelde 1909
- Gesammelte Werke, Groß-Lichterfelde
  - 1. Thule Traumland, 1910
  - 2. Album und Lieder der Liebe und Ehe, 1910
  - 3. Stadt, Vorstadt, Park, Landschaft, Meer, 1911
  - 4. Charontischer Mythus, 1913
  - 5. Wege, Menschen und Ziele, 1913
  - 6. Das Buch "Abendrot", 1920
  - 7/8. Lieder des Leids, 1924
  - 9/10. Denken, Zeit und Zukunft, 1925
- Arno Holz und der Charon, Großlichterfelde 1911
- Die Hölle. Charonverlag, Gross-Lichterfelde 1921–22.
- Charon. Piper, München 1952.
- Prosa und Gedichte. Aschendorff, Münster 1974, ISBN 3-402-06311-5.
- Prosa, Gedichte, Briefe. Steiner, Wiesbaden 1974, ISBN 3-515-01960-X.
- Lesebuch Otto zur Linde. Zusammengestellt und mit einem Nachwort von Rolf Stolz, Aisthesis, Bielefeld 2016, ISBN 978-3-8498-1171-6.